# Jaren Jackson
Jaren Jackson, né le 27 octobre 1967 à La Nouvelle-Orléans, en Louisiane, est un joueur et entraîneur américain de basket-ball. Il évolue durant sa carrière au poste d'arrière.

## Palmarès
- Champion CBA 1991, 1992
- Champion NBA 1999

## Vie privée
Jaren Jackson est marié à la juriste et dirigeante sportive Terri Jackson, qu'il a rencontré alors qu'ils étudiaient tous les deux à l'Université de Georgetown. Le couple a un fils en 1999, le joueur NBA Jaren Jackson Jr..